# Văn Hối (báo Hồng Kông)
Văn Hối báo (giản thể: 文汇报; phồn thể: 文匯報; bính âm: Wénhuì Bào) là một tờ báo tiếng Trung có trụ sở tại Hồng Kông, tờ báo được thành lập lần đầu tại Thượng Hải vào tháng 1 năm 1938; phiên bản tại Hồng Kông ra mắt vào ngày 9 tháng 12 năm 1948.
Việc xuất bản báo Văn Hối là nhằm mục đích ủng hộ một Trung Hoa mới, nghĩa là Cộng hòa Nhân dân Trung Hoa và đưa tin về tiến trình phát triển của Đại lục cho độc giả, đặc biệt là trong 20 năm gần đây. Một ngoại lệ hiếm hoi là vào năm 1989, khi đó ban biên tập đã công khai phản đối việc chính phủ Trung Quốc sử dụng vũ lực trong Sự kiện Thiên An Môn, kết quả là ban biên tập đã được thay thế sau đó ít lâu.
Ngoài ra, Văn Hối cũng cung cấp các tin tức mới nhất và sự phát triển của Hồng Kông về mọi mặt, với những ý kiến và bài xã luận trên các vấn đề này. Báo Văn Hối là một tờ báo được công nhận chính thức để phát hành các thông cáo luật pháp của chính quyền Đặc khu Hành chính Hồng Kông.

## Nội dung
Báo Văn Hối có khoảng 48 trang hàng ngày với nhiều chuyên mục, bao gồm tin tức, thể thao và giải trí. So với tờ báo khác ở Hồng Kông, báo đưa tin nhiều hơn về tình hình chính trị, xã hội, giáo dục và văn hóa nhưng ít quan tâm hơn đến giải trí về chuyện nhân sinh tại Đại lục. Gần đây, tờ báo đã bắt đầu gửi các thông tín viên tháp tùng các chuyên công du của lãnh đạo Cộng hòa Nhân dân Trung Hoa. Tờ báo có mối quan hệ với Đại Công báo, một tờ báo thân Bắc Kinh khác tại Hồng Kông. Tờ báo thường được cho là tiếng nói của Bắc Kinh tại Hồng Kông

## Độc giả
Văn Hối báo ủy quyền phân phối tại Ma Cao và Trung Quốc đại lục. Du khách có thể nhận được bản sao của Văn Hối dễ dàng ở các khách sạn ở các thành phố lớn của đại lục. Lượng xuất bản của Văn Hối báo tại Đại lục lớn hơn tại Hồng Kông. Là một tờ báo Hồng Kông phổ biến nhất ở Đại lục, Văn Hối đăng rất nhiều quảng cao từ các doanh nghiệp Đại lục. Ngay cả phiên bản trực tuyến cũng có rất nhiều quảng cáo từ Đại lục và doanh thu quảng cáo của báo phần lớn đến từ Đại lục.

### Phiên bản quốc tế
Văn Hối có 33 văn phòng đại diện chính thức tại Đại lục, nhằm cung cấp thêm thông tin và tạo dựng mối quan hệ với quan chức địa phương. Ngoài ra, báo cũng có các thông tín viên tại các thành phố lớn trên thế giới như Tokyo, New York và Luân Đôn.
Báo Văn Hối có 10 phiên bản hải ngoại (bản châu Mỹ, "bản Đông Nam Á" Indonesia, bản Canada "Kim Nhật Trung Quốc·Văn Hối báo", bản Thái Lan "Á Châu·Văn Hối Hợp tác chuyên báo", bản Philippines, bản hàng không châu Âu, bản Malaysia "Nam Dương Thương báo·Văn Hối chuyên báo", bản quần đảo Bắc Mariana, bản Đông Malaysia, bản Myanmar).